# 大阪市電三軒家新千歳線
大阪市電三軒家新千歳線（おおさかしでん さんげんやしんちとせせん）は、三軒家 - 新千歳町間を結んでいた大阪市電の路線。
大阪市電の期外線として開業した路線。

## 路線データ
- 起点：三軒家
- 終点：新千歳町
- 軌間：1435mm
- 架線電圧：600V

## 沿革
- 1927年（昭和2年）11月28日
  - 大阪市電の期外線として開業。
- 1967年（昭和42年）8月1日
  - 廃止。

## 駅一覧
| 駅名                                  | キロ程 | 接続路線                 |
| ------------------------------------- | ------ | ------------------------ |
| 三軒家駅                              | 0.0    | 大阪市電：松島南恩加島線 |
| 三泉市場前駅                          |        |                          |
| 泉尾梅之町一丁目駅 泉尾梅の町一丁目駅 |        |                          |
| 泉尾梅の町二丁目駅                    |        |                          |
| 泉尾梅之町三丁目駅 泉尾梅の町三丁目駅 |        |                          |
| 泉尾梅の町四丁目駅                    |        |                          |
| 北恩加島駅                            |        |                          |
| 新千歳町駅                            |        | 大阪市電：鶴町線         |